# Linnaemya fulvitarsis
Linnaemya fulvitarsis là một loài ruồi trong họ Tachinidae.